# Culwch och Olwen
Culwch och Olwen (kymriska: Culhwch ac Olwen) är en walesisk saga som ingår i Mabinogion och som tros ha skrivits ca 950 e.Kr. eller något senare. 
Culwch måste utföra fyrtio uppgifter som han fått av jätten Ysbaddaden tillsammans med några av kung Arturs riddare för att få gifta sig med Ysbaddadens dotter Olwen.